# Erwin Domanig
Erwin Domanig (* 21. März 1898 in Klosterneuburg; † 6. Mai 1985 in Salzburg) war ein österreichischer Chirurg. Er war österreichischer Statthalter des Ritterordens vom Heiligen Grab zu Jerusalem. 

## Leben
Erwin Domanig, Sohn von Carl Domanig und Irmgard Domanig, geb. Müller, studierte Medizin an der Universität Wien und wurde 1923 zum Dr. med. promoviert. Er heiratete am 22. Juli 1926 in Maria Laach Maria Schwan; aus der Ehe gingen die Kinder Maria, Helene, Erwin, Engelbert und Karl hervor. 
Nach Assistenz und Facharztausbildung zum Chirurgen an den Universitätskliniken in Wien und Graz wurde er 1934 als Primararzt für Chirurgie an das St.-Johann-Spital in Salzburg berufen, als Nachfolger Ernst von Karajans. Am 21. Mai 1946 stimmte die Bundesregierung der Verleihung des Titels eines außerordentlichen Professors zu. 1950 wurde er Direktor des St.-Johann-Spitals, also der Landeskrankenanstalten Salzburg. Diese wurden unter seiner Leitung entscheidend ausgebaut, beginnend mit der Anästhesiologie (mit Volkmar Feurstein als ersten Primar), weiter mit der Orthopädie (Hannes Hofer), der Urologie (Gärtner) sowie der Gefäßchirurgie (Konrad Prenner). Erwin Domanig baute zudem eine zweite Chirurgische Abteilung auf (mit Josef Hohenwallner als ersten Primar dieser II. Chirurgie). Er selbst war bis zu seiner Pensionierung Spitalsdirektor sowie Vorstand der I. Chirurgischen Abteilung der Landeskrankenanstalten Salzburg.
Eine seiner bedeutenden Leistungen war es, Blut für Transfusionen zu konservieren; dazu gründete er in Salzburg die erste Blutbank in Österreich. Weiters gründete er die Salzburger Hauskrankenpflege.
1947 wurde auf seine Initiative hin eine Österreichische Ärztetagung gegründet, die seit 1948 als Van-Swieten-Gesellschaft mit Sitz in Wien firmiert. 1961/62 war er Präsident der Österreichischen Gesellschaft für Chirurgie. 1966 wurde er zum Ehrenmitglied der Salzburger Ärztegesellschaft ernannt.
Er ist Namensgeber des von Wendt vorgeschlagenen Hofrat-Erwin-Domanig-Stipendiums zur Fortbildung für Ärztinnen und Ärzte der Van-Swieten-Gesellschaft sowie Namensgeber des Erwin Domanig-Preises für hervorragende wissenschaftliche Arbeiten auf dem Gebiet der Blutgruppenserologie und Transfusionsmedizin.
Erwin Domanig wurde am 25. August 1952 in der Stiftskirche von Nonnberg in Salzburg als Komtur mit Stern in den Ritterorden vom Heiligen Grab zu Jerusalem investiert. Er wurde durch Kardinal-Großmeister Nicola Canali zum Statthalter in Österreich ernannt. Er war von 1951 bis 1954 Regent, von 1954 bis 1961 Statthalter der österreichischen Ordensprovinz, anschließend Ehrenstatthalter. Er war zudem von 1951 bis 1958 Leitender Komtur in Salzburg. Domanig setzte zusammen mit dem Salzburger Fürsterzbischof Andreas Rohracher, zugleich Großprior der österreichischen Statthalterei, wesentliche Impulse für die Entwicklung des Ordenslebens und gilt als Begründer der offiziellen Statthalterei in Österreich. In seiner Amtszeit entstanden die Komtureien in Salzburg, Wien, Linz und Graz.

## Auszeichnungen
- 1957: Großes Ehrenzeichen für Verdienste um die Republik Österreich[10]